# Isaac Ramos
Isaac Ramos Teodósio, mais conhecido como Isaac Ramos (Olinda, 14 de março de 1970) é um multi-instrumentista e político brasileiro. É conhecido por ser guitarrista e um dos fundadores da banda Trazendo a Arca. Também foi integrante da banda Toque no Altar durante alguns meses de 2006.

## Biografia
Nascido em Olinda, despertou interesse pela música desde os seis anos de idade, quando começou a tocar o baixo, sendo que aos catorze anos começou a trabalhar profissionalmente tocando violão.[carece de fontes?]
Paralelamente ao seu trabalho musical, Isaac trabalhou como motorista na década de 1980. Em 1990, na cidade de Paulista, passou a ser Oficial Legislativo na Câmara Municipal. Em seguida, trabalhou na Secretaria de Indústria e Comércio.
Isaac morou no Rio de Janeiro de 2006 até 2019, quando retornou para Olinda. Lá, passa a ser diretor musical da Assembléia de Deus do Brás de Pernambuco. Em seguida, durante a gestão de Yves Ribeiro, o músico foi chefe da Secretaria de Cultura, Turismo, Esporte e Juventude de Paulista.[carece de fontes?]
Isaac Ramos foi responsáveis pela limpeza do Forte de Pau Amarelo.
Em 2022, lançou-se como candidato a deputado federal de Pernambuco pelo Partido Renovador Trabalhista Brasileiro (PRTB), não conseguindo se eleger.

## Carreira musical
Isaac Ramos começa a dar os seus primeiros passos no protagonismo musical aos 4 anos de idade, tocando baixo, depois, aos 4, aprende a cantar; aos 9 anos começa a tocar violão e aos 12 inicia seu aprendizado na guitarra, instrumento em que se especializou, sendo sua principal referência. Fez parte vários grupos musicais ligados da Igreja que fazia parte, a Assembleia de Deus em Pernambuco.[carece de fontes?]
Participou de vários álbuns de artistas do cenário evangélico como instrumentista, entre entre eles nomes como Álvaro Tito, Sérgio Lopes, Rose Nascimento, Oséias de Paula. Em 2006, o tecladista e produtor musical Ronald Fonseca o convidou para ingressar na banda Toque no Altar para substituir Marcell Compan, que tinha deixado o grupo naquele ano.
No final de 2006, Isaac esteve entre os integrantes que deixaram o Toque no Altar em uma série de conflitos judiciais. Desde 2007 é guitarrista do Trazendo a Arca.
Além disso, Isaac Ramos realizou uma participação especial na apresentação feita pelo Corpo dos Fuzileiros Navais em 21 de agosto de 2017, no Theatro Municipal, Centro do Rio de Janeiro.

## Vida pessoal
Desde fevereiro de 2000, é casado com a cantora Josely Ramos.[carece de fontes?]

## Discografia
Álbuns pelo Toque no Altar
- 2006: Deus de Promessas ao Vivo

Álbuns pelo Trazendo a Arca
Como instrumentista convidado
- 2005: O Que Me Falta Fazer Mais - Toinho de Aripibú (guitarra, violão)
- 2007: Getsêmani - Sérgio Lopes (violão, slide-guitar)
- 2009: Sérgio Lopes Acústico - Sérgio Lopes (guitarras, violões)
- 2018: Acende a Chama - Deco Rodrigues (guitarras, violões)